# Åke Thulstrup

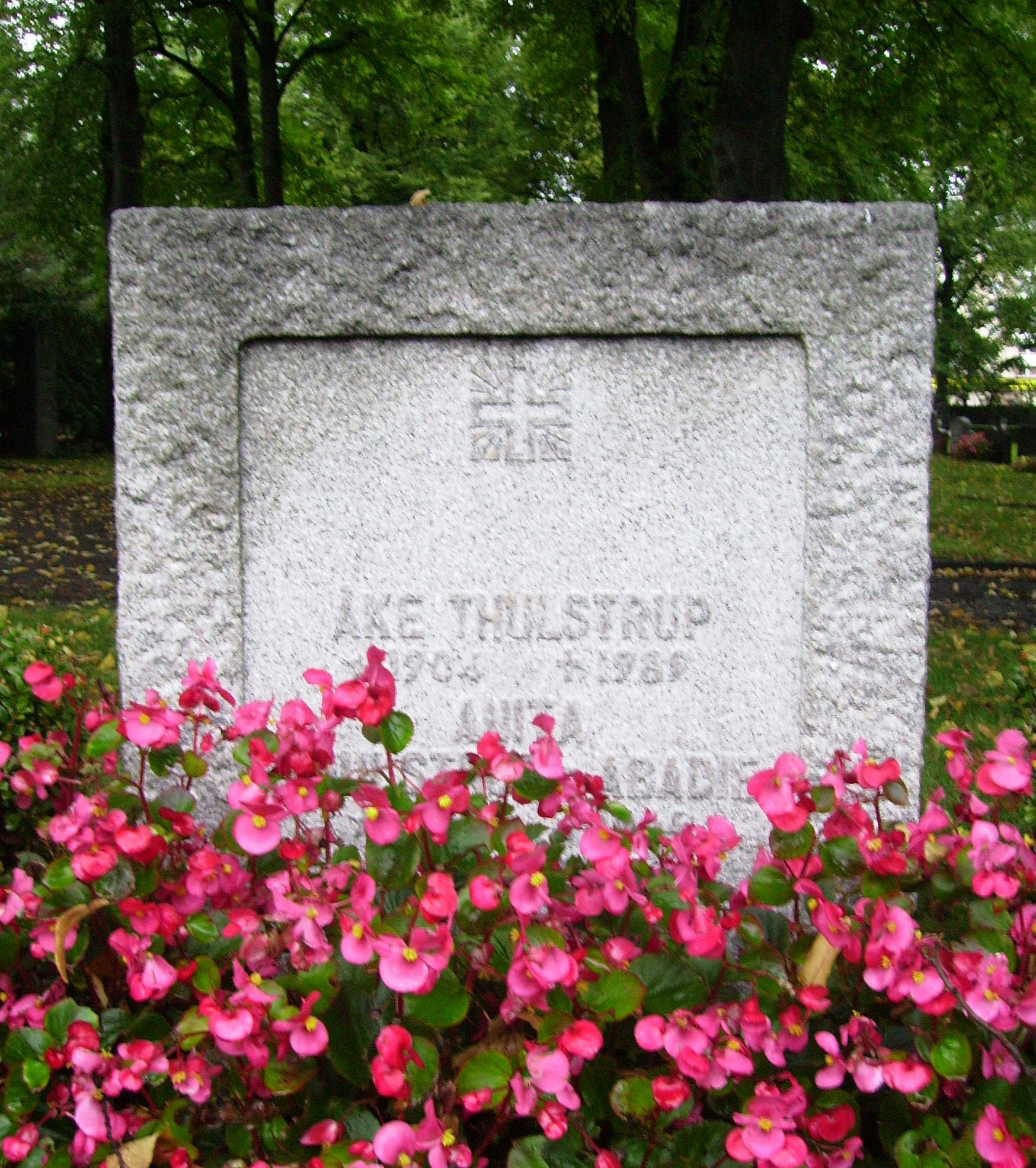
Åke Thulstrups gravvård på Södertälje kyrkogård.

Åke Thulstrup, född 24 december 1904 i Södertälje, död 24 augusti 1989, var en svensk journalist, redaktör och författare.
Thulstrup avlade filosofie kandidatexamen vid Uppsala universitet 1926 och filosofie licentiatexamen vid Stockholms högskola 1929 samt disputerade för filosofie doktorsgrad 1958. År 1928 var han ordförande för humanistiska studentföreningen vid lärosätet. Mellan 1932 och 1933 var han anställd vid Göteborgs Handels- och Sjöfartstidning och Morgontidningen, från 1934 till 1944 vid Nu, och mellan 1945 och 1946 var han redaktör för Nu. Från 1946 till 1969 var han förlagsredaktör och lektör vid Albert Bonniers förlag. 
Thulstrup var under andra världskriget engagerad i försvaret av Finland och mot nazismen. Han var medgrundare till Samfundet Nordens Frihet och medlem i den antinazistiska organisationen Tisdagsklubben. 
Åke Thulstrup var son till Södertäljes borgmästare Jakob Pettersson och Ebba Thulstrup. År 1936 gifte han sig med Anita Abadie. Han blev änkling 1944 och sitt andra äktenskap ingick han med Elisabeth Munthe 1946. Detta upplöstes 1961. Han är begravd på Södertälje kyrkogård.